# Hansteinia blepharorhachis
Hansteinia blepharorhachis är en akantusväxtart som först beskrevs av Gustav Lindau, och fick sitt nu gällande namn av L.H. Durkee. Hansteinia blepharorhachis ingår i släktet Hansteinia och familjen akantusväxter. Inga underarter finns listade i Catalogue of Life.